# Condemned: Criminal Origins
Condemned: Criminal Origins è un videogioco d'azione con prospettiva in prima persona a tema survival horror, sviluppato dalla Monolith Productions e pubblicato da SEGA nel 2005 per Xbox 360, e nel 2006 per PC.

## Trama
Il gioco inizia mentre l'agente Ethan Thomas raggiunge la scena di un crimine molto violento. All'interno di un complesso di appartamenti abbandonato, una ragazza è stata strangolata con una pesante catena e sistemata di fronte al manichino di un uomo. Tutto riconduce al modus operandi di un serial killer, chiamato dall'FBI l'"Agente matrimoniale". Un'ulteriore prova è un'incisione caratteristica sulla guancia del manichino. Nel momento in cui sentono dei rumori provenienti dal piano di sopra, salta la corrente. Qualcuno si trova nell'edificio. Ethan viene inviato sia a controllare, che a ripristinare la corrente. Lungo il cammino incontra dei vagabondi in uno stato di completa psicosi omicida. I suoi colleghi lo avevano informato di questo incontrollato aumento degli omicidi e della violenza fra gli abitanti della città, a causa, probabilmente, di una nuova droga in circolazione. Durante il percorso, l'agente ha come una visione del serial killer che brucia i cavi della corrente elettrica con un mozzicone di sigaretta. Raggiunta la sala del generatore Ethan vede la bruciatura e il mozzicone a terra, ma, prima di poter agire, viene colpito alle spalle. Il serial killer, dopo averlo stordito e sottratto l'arma, gli propina un discorso confusionario sul loro destino, e su come la polizia persegua la giustizia. Nel frattempo sopraggiungono un ufficiale ed un collega di Thomas, entrambi uccisi dall serial killer con la pistola di Ethan, che, dopo averla gettata a terra, scaraventa lo stesso Ethan dalla finestra, facendolo precipitare su un'auto.

### Il risveglio e Malcom Vanhorne
Ethan ha un incubo, e si risveglia nel suo appartamento; di fronte a lui c'è un uomo anziano che afferma di chiamarsi Malcom Vanhorne e di essere un vecchio amico di suo padre. A quanto pare si trovava nei pressi dell'edificio abbandonato durante lo svolgersi dei fatti. Sa cosa è accaduto, ma sa anche che l'FBI ha incolpato Ethan del duplice omicidio. Le squadre speciali stanno per fare irruzione ed arrestarlo e lui non può ancora provare la sua innocenza. Deve fuggire attraverso la metropolitana. 
Una volta sceso trova qualcosa che lo blocca nella sua fuga. Sono delle foto, appoggiate su un bidone, che lo ritraggono nel suo appartamento. Fortunatamente l'assistente di laboratorio di Ethan, Rosà, è convinta della sua innocenza ed è disposta ad aiutarlo. Le foto sono state messe lì, sul bidone, ed hanno lasciato residui con la soluzione utilizzata per svilupparle. Con il suo rilevatore laser, Ethan segue quelle tracce fino alla stanza di un motel, situato di fronte al suo appartamento, in una stanza piena di materiale di casi da lui risolti, e, proprio il quel luogo, riesce a prelevare delle impronte digitali del serial killer. Vanhorn lo contatta rivelandogli che la notte passata, non si trovava per caso nei pressi dell'edificio abbandonato.

### Il Sesto Senso di Ethan
Lui segue Ethan perché sa del suo dono: il dono di vedere eventi precedenti, e sentire quando in una stanza ci sono presenti degli indizi. Conosce il suo sesto senso e gli dice che, d'ora in poi, potrà fare affidamento solo su quello. Infatti, uscendo dalla stanza Ethan ha uno dei suoi presentimenti. Quando riapre gli occhi, il serial killer è di fronte a lui e sta scappando. L'inseguimento lo porta nelle condotte sotterranee della metropolitana. Durante il tragitto scopre il quartier generale sotterraneo dell'"Agente matrimoniale". Al suo interno trova un itinerario di treni per una località di campagna, Brien, ed alcuni dei manichini che il serial killer usava per sceneggiare i suoi delitti. Appartengono ad un centro commerciale ormai abbandonato sulla Burnside, ora frequentato da criminali e psicopatici di ogni sorta. Ethan decide di andare a controllare.

### L'"agente matrimoniale"
Nel tragitto verso Burnside viene contattato da Forster, il suo ex-capo, che gli intima di smettere di scappare. A nulla servono i tentativi di discolparsi di Ethan. La verità è già stata decisa. Prima di arrivare ha una visione: un uomo deforme e sfregiato, col viso unito a dei frammenti metallici mentre lo aggredisce. Giunto al magazzino si mette subito in cerca di tracce dell'"Agente matrimoniale". In una stanza trova un'impronta identica a quella trovata nel motel: è priva di un dito, ma l'analisi di laboratorio indica che non si tratta della stessa impronta trovata in precedenza. Con l'uso degli ultravioletti, Ethan scopre che sia nella stanza che in terra, sono presenti tracce di sangue. Un corpo è stato trascinato fin dentro un salottino di prove. Si tratta di un'altra vittima, strangolata e sistemata accanto ad un manichino. Ma stavolta c'è qualcosa di diverso: la vittima è un uomo. Le foto della scena del crimine vengono analizzate da Rosa, assistente di laboratorio di Ethan, che si accorge che qualcosa non torna. Alla vittima manca un dito, e le sue impronte coincidono con quelle trovate in precedenza. La vittima è l'Agente Matrimoniale.

### Un serial killer di serial killer
Così Ethan comprende: l'uomo finora affrontato è un assassino di serial killer. Per questo sosteneva di perseguire lo stesso fine di Ethan. Gli articoli di giornale trovati nella sua stanza riguardavano tutti serial killer e sette su nove erano stati barrati; gli unici nomi rimasti erano l'Agente Matrimoniale ed il Torturatore. Al serial killer dei serial killer gli viene attribuito il nome di "Serial Killer X", ed il suo modus operandi è di uccidere i serial killer con i loro stessi metodi. Il "Torturatore" è uno dei più pericolosi, ama mutilare le sue vittime e spingerle ad uccidersi, pur di non dover affrontare il suo "colpo di grazia", e Ethan ora è costretto a proteggerlo. Bisogna sapere dove si trova, ma non c'è tempo. La polizia cerca Ethan e sta per fare irruzione nell'edificio. Rosa ed Ethan si danno appuntamento ad una vecchia biblioteca abbandonata, dove cercano di usare un terminale funzionante per reperire dati sul Torturatore, ma Rosa, nel corso della ricerca, trova un file su Ethan.

### Ethan è sorvegliato dal governo
A quanto pare il governo lo sorveglia. Nella sua cartella sono riportati aspetti davvero singolari, come una sua anomala attività cerebrale durante le ore di sonno o osservazioni sulla sua struttura ossea e muscolare particolarmente sviluppata. Ethan ha una visione di Rosa rapita dalla stessa creatura che ha visto sulla metropolitana. Quando riapre gli occhi, Rosa sembra scomparsa per davvero e quando la ritrova è priva di sensi. È stata aggredita dal "Serial Killer X" dopo essere stata obbligata a fare delle ricerche sul "Torturatore". A quanto pare si chiama Carl Anderson, è stato denunciato dal suo ex professore e confidente, rimasto a fare da custode nella vecchia scuola nel quale lavorava. Probabilmente è lì che si trovano entrambi gli assassini, ed è lì che Ethan si dirige.

### A caccia di "Mister X"
Giunti alla scuola, Ethan forza una finestra per entrarci, ma qualcuno è lì con lui: Malcom Vanhorn. Ethan è insospettito dalla sua continua presenza nei luoghi più pericolosi. Ma ora non ha tempo per indagare. Nella scuola vi sono delle strane creature, uomini solo nella struttura corporea, per il resto sono irriconoscibili: straziati, sfigurati, deformi. In una stanza trova a terra un brandello di carne: sono le labbra di un uomo. L'analisi del gruppo sanguigno conferma che appartengono all'ex professore che denunciò il Torturatore ed ora, probabilmente, sua vittima. Ad avvalorare questo timore c'è il ritrovamento di un braccio amputato. Il Torturatore è lì. Ethan ha una visione della vittima: la vede mutilata e sanguinante correre per i corridoi e rinchiudersi in un armadietto. Quando lo raggiunge è troppo tardi, l'uomo è morto. Nel momento in cui Ethan scatta delle foto per Rosa, un uomo gravemente ferito, improvvisamente lo afferra per un braccio. Nell'ultimo rantolo di vita gli confessa che il Torturatore è lì, ma c'è anche un altro uomo con lui. Qualcuno di più pericoloso. Poi muore. Rilevamenti sul cadavere evidenziano tracce di un composto chimico, presumibilmente un fitofarmaco. Thomas ricollega questo all'itinerario metropolitano per la cittadina rurale di Brier. Un controllo incrociato gli fornisce un indirizzo preciso. Nel momento in cui Thomas sta per uscire, ha una visione orribile: la stessa creatura sfregiata e col viso coperto di parti metalliche gli si avvicina.e lo colpisce. Ethan perde i sensi e quando si risveglia si trova fuori dalla scuola. In piedi sopra di lui c'è ancora Malcom Vanhorn.

### L'aumento della violenza nelle città
Insieme raggiungono la casa in campagna. Una conversazione con Malcom fa capire a Thomas che sa più di quanto non dica sugli eventi, e soprattutto, sull'inspiegabile esplosione di violenza degli ultimi mesi. All'interno dell'abitazione regna un gran disordine. Le pareti sono coperte di frasi vaneggianti ed enigmi, mentre delle urla provengono dal piano superiore. Ethan è perseguitato dalle visioni, soprattutto da quella della creatura mostruosa. Sembra essere ovunque. Quando raggiunge il piano superiore trova il serial killer chiamato, il "Torturatore", morto. Si è suicidato con un attizzatoio, dopo che il Serial Killer X gli aveva amputato le orecchie ed una mano. Ad un certo punto Ethan sente dei rumori provenire dal basso. L'assassino è tornato. In fretta prende i vestiti del cadavere e si copre il viso di sangue. Si apposta nell'ombra. Il Serial Killer X entra nella stanza. Sta per dargli il colpo di grazia. Quando è abbastanza vicino Thomas lo colpisce con l'attizzatoio ed i due iniziano a lottare. All'improvviso Ethan viene stordito. Malcom è dietro di lui. Le ultime cose che vede prima di svenire sono Malcom chiamare l'assassino Leland e poi nipote, ed infine il killer avventarsi sull'uomo e strangolarlo.

### Il giustiziere di killer cattura Ethan
Quando si risveglia è legato. Leland Vanhorn, il serial killer, è davanti a lui, armato di coltello. Gli confessa di averlo sfruttato, di averlo sempre seguito per mesi, affinché lo conducesse ai serial killer e gli consegnasse le sue vittime. Ma ora non ha più bisogno di lui e gli taglia una dito. Ethan vede sopra di lui, su una trave, la creatura. È ancora lì. Malcom riprende i sensi, non è morto, e colpisce il nipote. La creatura fugge. Malcom gli urla di ucciderla, perché è lei la causa di tutta questa follia. Durante l'inseguimento, realtà ed incubo si confondono. La creatura che lo ha perseguitato per tutta la sua indagine non è una sola: mostruose deformi e letali lo accompagnano. Ethan le affronta fino a raggiungere una cascina dove si trova al centro di tutti gli orrori: una creatura simile alle altre, ma più forte. Ogni centimetro del suo corpo è straziato da aghi e componenti metalliche. La sua stessa mascella è una lamiera contorta. Ethan la combatte e la fa a brandelli, strappandole i pezzi di metallo dalla carne fino ad ucciderla. Tutto torna alla realtà.

### Ethan viene assolto da tutte le accuse
Nel frattempo si è sviluppato un incendio. Ethan trae in salvo Malcom ed i due fuggono insieme. Malcom afferma che ciò che ha affrontato Ethan è odio puro, folle e mostruoso che stava portando la città verso il baratro. Un odio che stava contaminando anche Ethan. Pur non comprendendo, Thomas lascia perdere. Ha ben altri pensieri: verrà discolpato, ma non potrà certo rientrare a far parte dell'SCU. Dei rumori provengono dal cofano della macchina. Ethan ordina a Malcom di fermarsi. Nel bagagliaio c'è Leland. Non l'ha ucciso. Thomas è furioso. Malcom dice che suo nipote non merita di morire. Che è stata solo una delle vittime di tutta questa follia. Ethan punta la pistola contro Leland. Le creature mostruose ora lo circondano, immobili. L'odio lo sta possedendo. Il giocatore dovrà scegliere se avere pietà o meno, ma il finale non cambierà. Se si avrà pietà Leland si libererà e afferrerà una pistola, ma terrorizzato dalle creature che circondano la scena, la punterà contro se stesso.
Ethan è in un bar con Rosa. La donna sta raccontando che dietro a l'ondata di crimine che si è verificata sembra esserci una specie di setta. Chiede a Thomas se ne sa qualcosa. Ethan sta per raccontarle degli orrori che ha visto, ma lei gli fa capire di avere dei microfoni addosso. Ethan dice di ricordarsi solo di cose confuse, forse dovute allo stress. Rosa lo lascia. Thomas è a casa sua. Si sente male. Si guarda allo specchio e si vede circondato dalle creature mostruose. Maggiori spiegazioni in Condemned 2.